# 健怡坊
健怡坊 (香港) 有限公司（英語：Healthplus (Hong Kong) Limited），商標名稱健怡坊（英語：Healthplus），是興勝創建控股有限公司的附屬公司，於1992年成立，主要經營保健零售業務。

## 歷史
健怡坊 (香港) 有限公司於1992年成立，原以「地利藥坊」為名，分店開設在地鐵沿線，後於1996年正式易名為「健怡坊」，並在大型商場開設分店。健怡坊銷售的產品種類多達2,500種，包括「學者靈芝」系列以及自家品牌「補益坊」的「產後進補廿八方」等等，前者由女星趙雅芝代言。隨後推出了不同系列的自家品牌，如「健知己」、「靈芝大夫」、「茶大師」等，曾由香港退役乒乓球選手高禮澤代言。
2008年，香港消費者委員會抽驗了16款聲稱全破壁的靈芝孢子食品樣本，其中健怡坊的「學者靈芝」破壁率達99% 。

## 獎項
健怡坊曾獲香港旅遊發展局頒贈「優質旅遊服務」計劃認證和香港零售管理協會認可為「正版正貨」商戶，也因積極參與社會公益服務工作而超過10年獲嘉許為「商界展關懷」企業。

## 主要競爭對手
- 維特健靈
- 余仁生
- 位元堂

## 外部連結
- 健怡坊網站 （页面存档备份，存于）